# Râul Rogojina
Râul Rogojina este un curs de apă, afluent al râului Geamărtălui. 